# 博梅尼勒
博梅尼勒（法語：Beaumesnil，法語發音：[bomenil] ⓘ）是法国厄尔省的一个旧市镇，位于该省中部偏西南，因境内的城堡而闻名，属于贝尔奈区。2016年1月1日，博梅尼勒和相邻的另外15个市镇合并为新市镇乌什地区梅尼勒（Mesnil-en-Ouche），并成为该市镇的政府驻地。

## 地理
博梅尼勒（49°0'44"N, 0°42'22"E）面积12.63 平方千米，位于法国诺曼底大区厄尔省，该省份为法国北部内陆省份，北起滨海塞纳省，西接奧恩省和卡爾瓦多斯省，南至厄尔-卢瓦省，东临瓦兹省、瓦兹河谷省和伊夫林省。
与博梅尼勒接壤的市镇（或旧市镇、城区）包括：。
博梅尼勒的时区为UTC+01:00、UTC+02:00（夏令时）。

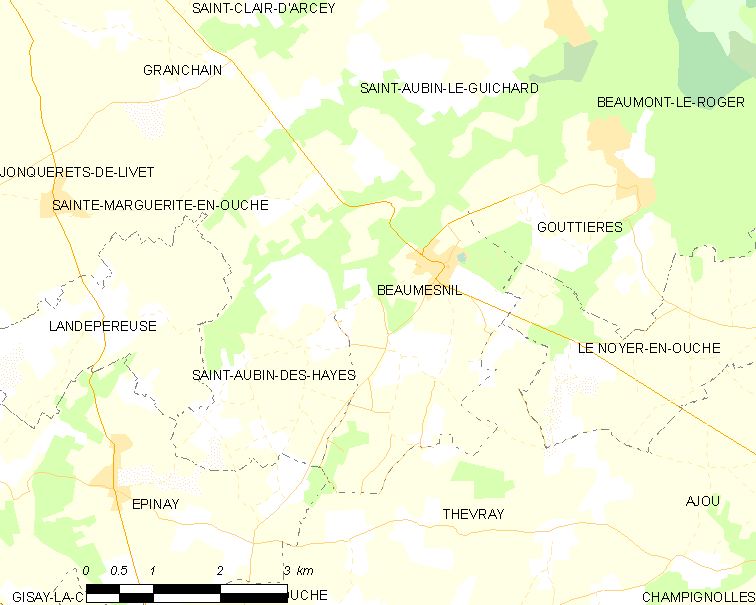
博梅尼勒的OSM定位图

## 行政
博梅尼勒的邮政编码为27410、27330、27270，INSEE市镇编码为27049。

## 政治
博梅尼勒所属的省级选区为贝尔奈县。

## 人口

1962-2008年间博梅尼勒人口变化图示

博梅尼勒于2018年1月1日时的人口数量为500人。